# Конар
Кона́р (рос. Конар, чув. Кăнар) — селище у складі Цівільського району Чувашії, Росія. Адміністративний центр Конарського сільського поселення.
Населення — 743 особи (2010; 816 у 2002).
Національний склад:
- чуваші — 97 %